# 1079 Mimosa
1079 Mimosa è un asteroide della fascia principale del diametro medio di circa 20,7 km. Scoperto nel 1927, presenta un'orbita caratterizzata da un semiasse maggiore pari a 2,8748370 UA e da un'eccentricità di 0,0444652, inclinata di 1,17760° rispetto all'eclittica.
Il suo nome fa riferimento alle piante del genere Mimosa.